# E691
E691 eller Europaväg 691 är en europaväg som går från Asjtarak i Armenien via Georgien till Horasan i Turkiet. Längd 550 km.

## Sträckning
Asjtarak - Gjumri - (gräns Armenien-Georgien) - Asjotsk - Vale - (gräns Georgien-Turkiet) - Turkgözü - Posof - Kars - Horasan
Sträckan Asjtarak - Vale har funnits sedan omkring år 2000, medan sträckan Vale - Horasan lades till 2004-2005 .

## Standard
Vägen är landsväg hela sträckan. 

## Anslutningar till andra europavägar
- E80